# Masakr v Oradour-sur-Glane

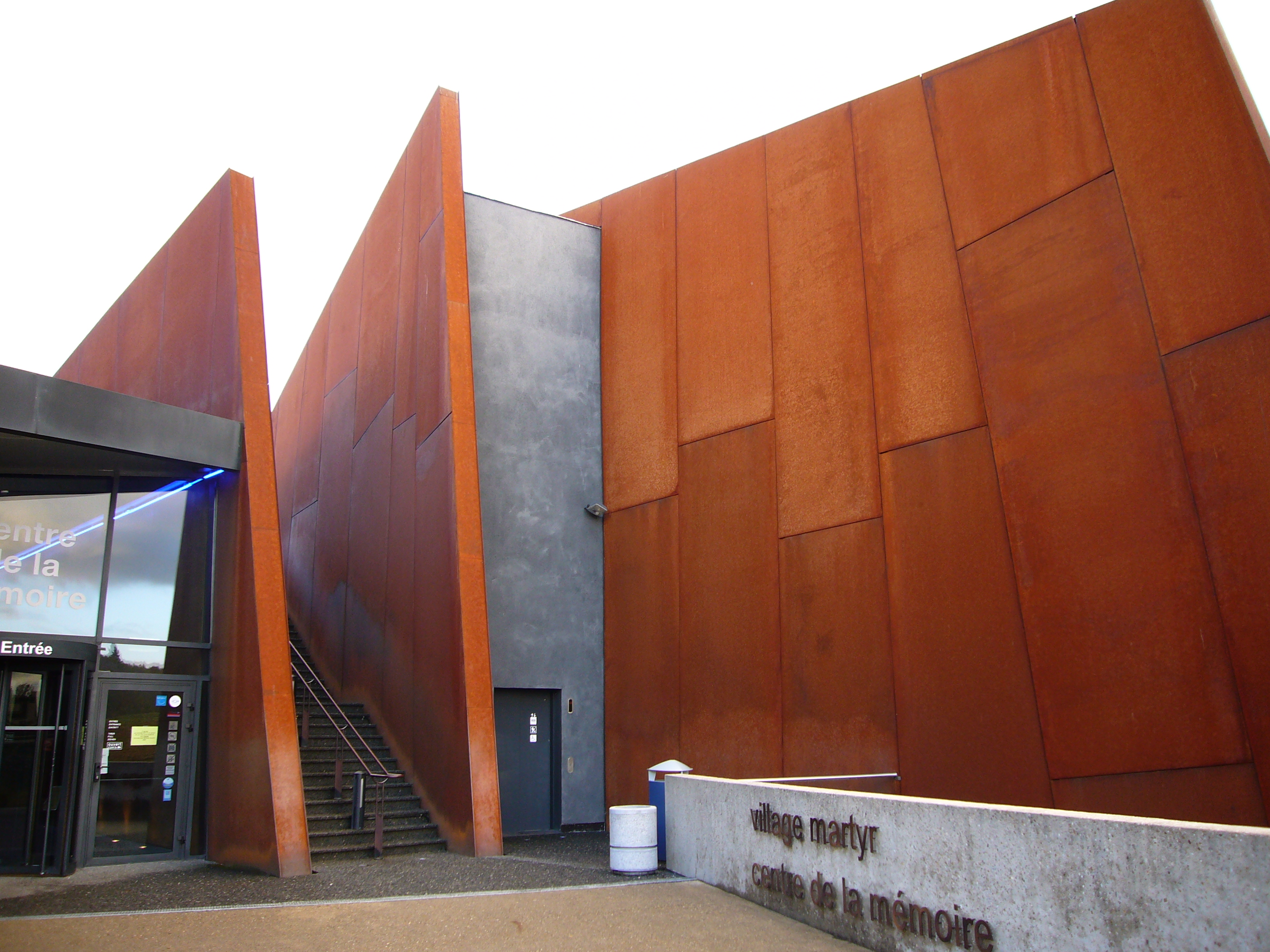
Památník události v obci Oradour-sur-Glane

Masakr v Oradour-sur-Glane je označení pro německý válečný zločin, když vojáci Waffen-SS 10. června 1944 ve francouzské vesnici Oradour-sur-Glane zavraždili 643 civilistů.

## Pozadí události
V souvislosti se spojeneckým vyloděním v Normandii se zvyšovala činnost francouzského odboje za účelem narušit německé komunikační sítě a narušovat činnost německých jednotek. Německá 2. tanková divize SS „Das Reich“, která se od února 1944 nacházela v jihofrancouzské obci Valence-d'Agen, dostala rozkaz přesunout se do Normandie a pomoci s potlačením spojeneckých invazních sil. V předchozích měsících a během přesunu zabily či zajaly útvary z této divize mnoho francouzských civilistů údajně či skutečně zapojených do odboje.
Brzy ráno 10. června roku 1944 přišel za SS-Sturmbannführerem Otto Weidingerem na velitelství pluku SS-Sturmbannführer Adolf Diekmann, velitel I. praporu SS pluku Der Führer s informací, že se na něj obrátili dva francouzští civilisté, kteří tvrdili, že odboj drží německého důstojníka v nedalekém městečku Oradour-sur-Vayres. Zajatým důstojníkem měl být SS-Sturmbannführer Helmut Kämpfe, velitel průzkumného praporu, kterého zajal odboj den před tím.

## Průběh masakru

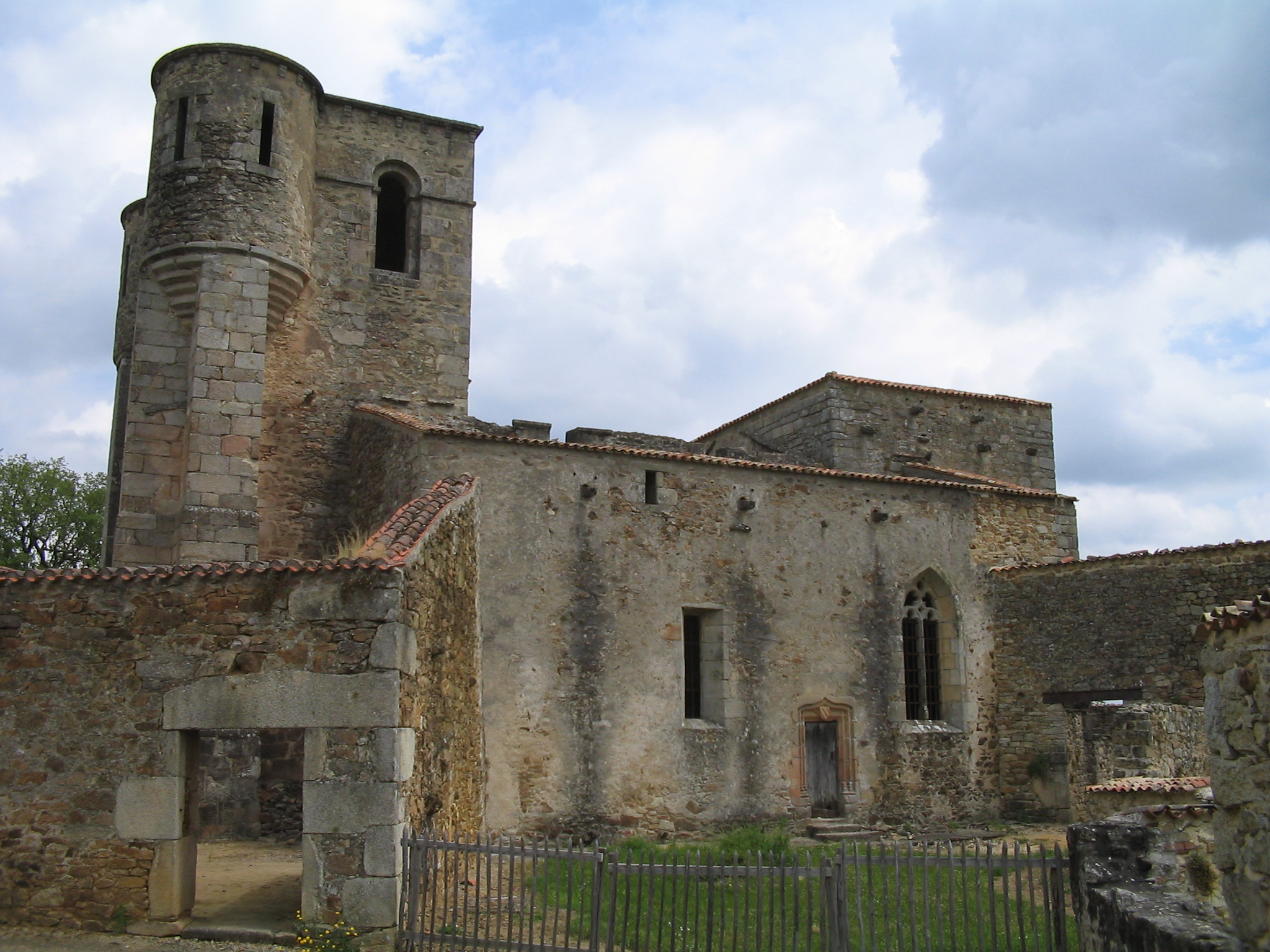
Kostel v obci, místo masakru

Ještě tentýž den obklíčil prapor SS-Sturmbannführera Diekmanna městečko Oradour-sur-Glane. Existuje teorie, podle které si jej spletl s Oradour-sur-Vayres, kam měli původně dorazit[zdroj?]. Diekmann nechal shromáždit všechny obyvatele města na náměstí, kvůli kontrole dokladů. Navíc nechal zatknout šest dalších civilistů, kteří nežili ve vesnici, ale měli tu smůlu, že zrovna projížděli vesnicí na kolech, když Němci přijeli.
Všechny ženy a děti byly nahnány do kostela, kde byly zamčeny, mezitím co byla vesnice rabována. Muži byli odvedeni do šesti stodol, kde již byly připraveny kulomety. Podle výpovědi svědka, který celou událost přežil, začali vojáci na ně střílet. Mířili jim na nohy, protože tak prý pomaleji zemřou. Když už se některé oběti nemohly hýbat, tak na ně Němci naházeli klestí a stodoly zapálili. Pouze pět mužů uniklo, 190 jich zemřelo.

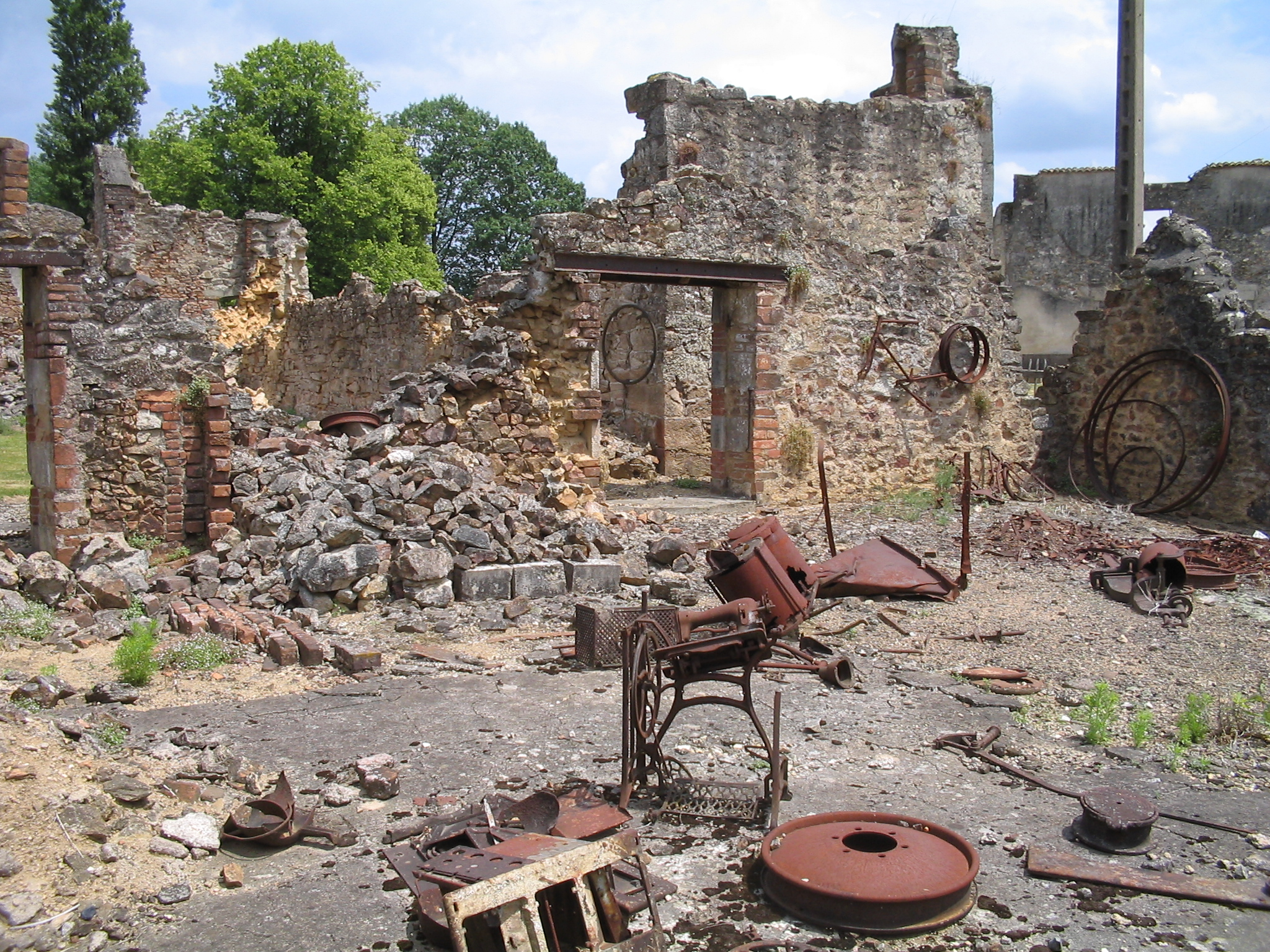
Trosky vesnice

Vojáci poté šli ke kostelu, kde připravili zápalnou bombu. Potom, co ji odpálili, se ženy a děti snažily utéct z kostela okny a dveřmi, ale jen co se dostaly před kostel, tak se setkaly s kulometnou palbou, která je usmrtila. V kostele zahynulo 248 žen a 205 dětí. Pouze jediná žena přežila, 47 let stará hospodyně Marguerite Rouffanche. Podařilo se jí uniknout malým oknem na zadní straně kostela a přes noc se ukryla ve křoví dokud Němci neodjeli. Jiná malá skupina zhruba asi dvaceti vesničanů vyšla z úkrytu hned poté, co bylo venku bezpečno.
O pár dní později bylo přeživším dovoleno pohřbít mrtvé. Bylo nalezeno 642 mrtvých obyvatel Oradour-sur-Glane, kteří byli brutálně zavražděni během několika hodin.
Když se Standartenführer Stadler dozvěděl o masakru, požadoval, aby byl Diekmann postaven před soud. Diekmann poukazoval na to, že takové masakry jsou v Sovětském svazu běžnou záležitostí, takže se soud oddálil do doby, kdy měla divize Das Reich dorazit do Normandie. Padl však dřív, než k tomu mohlo dojít.
Trosky vesnice byly ponechány ve stavu, v jakém byly po masakru, jako upomínka na německé válečné zločiny ve druhé světové válce.
Na masakru se podílel i válečný zločinec Heinz Barth. Ten byl mimo jiné příslušníkem praporu policejních rezervistů, který během stanného práva v roce 1942 v Lubech u Klatov a v Pardubicích popravil 92 lidí.

## Po válce
Velitel 2. tankové divize SS Das Reich Heinz Lammerding, který nařídil odvetu za útoky francouzského odboje, byl ve Francii obviněn a v nepřítomnosti odsouzen k trestu smrti. Západní Německo ho však Francii přes opakované žádosti odmítlo vydat. Zemřel v západoněmeckém Bad Tölz v roce 1971 ve věku 65 let.
Německý prezident Joachim Gauck místo navštívil 4. září 2013.

## Umění
Na motivy událostí vznikl v roce 1975 francouzský film Stará puška, kde hlavní role ztvárnili Philippe Noiret a Romy Schneider.